# 普卢莫盖尔
普卢莫盖尔（法語：Ploumoguer，法語發音：[plumɔɡɛʁ]）是法国菲尼斯泰尔省的一个市镇，属于布雷斯特区。

## 地理
普卢莫盖尔（48°24'13"N, 4°43'22"W）面积38.93 平方千米，位于法国布列塔尼大區菲尼斯泰尔省，该省份为法国最西部的省份，位于布列塔尼半岛西部，北西南三面环大西洋，东临阿摩尔滨海省和莫尔比昂省。
与普卢莫盖尔接壤的市镇（或旧市镇、城区）包括：勒孔凯、洛克马里亚-普卢扎内、普卢阿泽勒、普卢贡沃兰、普卢扎内、圣勒南、特雷巴比。

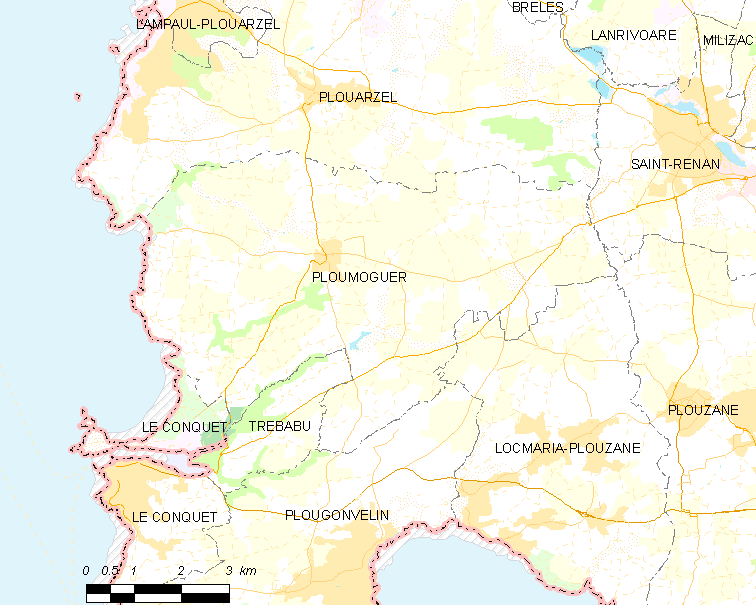
普卢莫盖尔的OSM定位图

普卢莫盖尔的时区为UTC+01:00、UTC+02:00（夏令时）。

## 行政
普卢莫盖尔的邮政编码为29810，INSEE市镇编码为29201。

## 政治
普卢莫盖尔所属的省级选区为圣勒南县。

## 人口

1962-2008年间普卢莫盖尔人口变化图示

普卢莫盖尔于2022年1月1日时的人口数量为2097人。